# Chalcis natalensis
Chalcis natalensis är en stekelart som beskrevs av Cameron 1907. Chalcis natalensis ingår i släktet Chalcis och familjen bredlårsteklar. Inga underarter finns listade i Catalogue of Life.